# Брачо да Монтоне
Андреа Фортебрачо, наричан Брачо да Монтоне (на италиански: Braccio da Montone; Andrea Fortebraccio; * 1 юли 1368 в Перуджа; † 5 юни 1424 в Л’Акуила) е италиански кондотиер.
Син е на благородника Одо Фортебрачи и Джакома Монтемелини от Монтоне.
Той е съперник на Муцио Атендоло Сфорца; двамата умират през 1424 г. за няколко седмици. През 1416 г. Брачо става господар на Перуджа, а известно време контролира също и град Рим. Той е убит при обсадата на Л’Акуила, която провежда по нареждане на крал Алфонсо V Арагонски.

## Семейство
Брачо да Монтоне се жени за Елизабета Ермани, от която има три дъщери. След нейната смърт през 1419 г. той се жени за Николина Варано, която му ражда през 1421 г. син Карло Фортебрачо. Той има и още един син, Одо Фортебрачо (15 февруари 1410 – 1 февруари 1425), който става кондотиер като баща си.